# Perikardni izljev
Perikardni izljev je naziv za povećano nakupljanje perikardne tekućine u perikardnoj šupljini srca ili promjenu sadržaja perikardne tekućine. U fiziološkim uvjetima u perikardu nalazi se 15-50 mL tekućine. Povećanje količine perikard tekućine povećava tlak perikardne šupljine što može uzrokovati smetnje rada srca i uzrokovati pojavu simptoma.
Perikardna tekućina, nastaje kao ultrafiltrat krvne plazme, a umanjuje trenje između listova perikarda i pomaže funkciju srca. Količina stvorene tekućine ovisi o stvaranju i apsorpciji. Poremećaji jednog od procesa, koji mogu biti uzrokovani različitim bolestim, dovode do povećanog stvaranje tekućine ili promjene sadržaja tekućine. Tekućina može biti: transudat, eksudat, pioperikard (gnojan sadržaj), hematoperikard (krvav sadržaj), hiloperikard.
Pojava simptoma ovisi o brzini nakupljanja izljeva. Sporije nakupljanje dovodi do distenzije perikarda, tako da perikardna šupljina može sadržavati veću količinu izljeva (do 2L). Simptomi takvog stanja najčešće su bol u prsima, umor otežano disanje (dispneja), kašalj, promuklost, mučnina. Liječenje ovisi o uzroku bolesti koja dovodi do pleuralnog izljeva, najčešće je medikamentozno. Nakupljanje velike količine izljeva ili brzo nakupljanje tekućine može dovesti do stanje koje s naziva tamponada srca i zahtjeva hitno izvlačenje tekučine iz perikarda bilo postupkom perikardiocenteze ili kirurškim zahvatom. 